# أل غراهام
أل غراهام (بالإنجليزية: Al Graham)‏ هو لاعب كرة قدم أمريكية أمريكي، ولد في 27 سبتمبر 1905 في مياميسبيرغ في الولايات المتحدة، وتوفي في 1 أكتوبر 1969.

## وصلات خارجية
- أل غراهام على موقع مرجع كرة القدم المحترفة.كوم (الإنجليزية)